# Źreb
Źreb, zgrzeb, hak, dziedzina (łac. sors) – we wczesnym średniowieczu zabudowania i grunty wchodzące w skład jednego gospodarstwa rolnego chłopa wolnego, niewolnego lub rycerza.
Do gruntów zaliczano: pola uprawne, łąki, pastwiska oraz lasy. Źreby w Polsce i na Rusi nie posiadały ustalonej miary powierzchni. Ich wielkość mogła obejmować 1, bądź kilka łanów ziemi. Zazwyczaj obejmowały 20–35 ha powierzchni. Według prawa polskiego stanowiły przedmiot dziedziczenia i mogły być dzielone na mniejsze jednostki. Termin "źreb" zaczął zanikać w późnym średniowieczu, w okresie szerzenia się tzw. prawa niemieckiego w XIII-XIV w., kiedy były przeprowadzane pomiary gruntów wiejskich. Spotykany był jeszcze czasem w XVII w.
Pojęcie wywodzi się od słowa (źreb: los) i prawdopodobnie wiązało się z losowaniem gospodarstw rolnych na terenie określonej wspólnoty rodowej bądź terytorialnej.